# Родерік Маккінон
Родерік Маккінон англ. Roderick MacKinnon; (19 лютого 1956, Бурлінгтон, Массачусетс, США) — американський біохімік і кристалограф, лауреат Нобелівської премії з хімії за дослідження іонних каналів 2003 року.

## Біографія
Народився в м. Барлінгтон (Массачусетс). Батьки з сім'єю з 7 дітей переїхали в передмістя Бостона. Ходив до школи і ріс типовим підлітком з передмістя. Батьки не мали ніякого відношення до науки і він не знав ні одного вченого, проте у нього рано виявився інтерес до знань. Відвідував недільну школу, тому що міг брати звідти додому мікроскоп і розглядати в ньому безліч дивовижних речей.
У 1974 році вступив до університету Брандейса в Бостоні. Закінчив 1978 року з дипломом бакалавра. У роки навчання працював у лабораторії доктора Крістофера Міллера над проблемою кальцієвих каналів.
Потім навчався в університеті Тафта, де отримав ступінь магістра (1982). Мав намір стати лікарем-практиком і до 1986 року стажувався у Бет-Ізраїль-госпіталі, однак в 30 років вирішив цілком присвятити себе науці і повернувся до свого університетського наставнику Міллера до університету Брендейса, який спеціалізувався в галузі біохімії токсинів скорпіона і іонних каналів і зіграв вирішальну роль у виборі Маккіноном наукового напрямку. Він пробудив у ньому інтерес до біохімічної сторони проблеми іонних каналів, яка традиційно вважалася областю дослідження біофізиків.
Вивчаючи роботи класиків у цій галузі А. Ходжкіна і А. Хакслі (Нобелівські лауреати з фізіології або медицині, 1963), а також Б. Хілле і К. Армстронга Маккінон прийшов до висновку, що йому потрібна фундаментальніша підготовка в галузі мембранології, для чого в 1989 році  він перейшов на кафедру нейробіології Гарвардської медичної школи, де був спочатку асистентом, потім асоційованим і, нарешті, повним професором. У 1996 став професором молекулярної біології і біофізики університету Рокфеллера.

## Наукова діяльність
Всі роки він досліджував проблеми, пов'язані з функціонуванням калієвого іонного каналу.
Маккінон зрозумів, що для вирішення питання про механізм дії калієвого каналу йому потрібно вивчити способи кристалізації білків і метод їх рентгеноструктурного аналізу, і тільки тоді можна отримати інформацію про просторову будову протеїну калієвого каналу. У 1998 зміг закристалізованими протеїн, який є калієвим іонним каналом (KcsA K+ канал) бактерії Streptomyces lividans, що дало йому можливість встановити (методом рентгеноструктурного аналізу) його детальну тривимірну структуру. Цей білок складається з 4 субодиниць, що мають альфа-спіральну будову, з порожниною в центрі, через яку і переноситься катіон калію. Зображення білка з'явилося на обкладинці журналу «Science», редакція якого порахувала відкриття Маккінона одним з 10 видатних наукових досягнень 1998 року. Далі на основі численних даних, накопичених наукою про функціонування калієвого каналу, Маккінон пояснив, яким чином зміна конформації цього білка здійснює процес іонного переносу.
Досягнення Маккінона надають нові можливості для фундаментальних біохімічних та біофізичних досліджень функцій іонних каналів у цілому і служать міцною основою розуміння на молекулярному рівні багатьох захворювань нервової системи, м'язів і серцево-судинної системи, відкривають, нарешті, перспективи пошуку нових ліків.
Паралельно розвивалися дослідження зі встановлення структури родинних (за функцією) білків. Так, досягнутий істотний прогрес у вивченні канального білка, селективного для хлорид-іонів. Дані рентгеноструктурного аналізу та електронної кристалографії дозволили більше дізнатися про ацетилхоліновому рецепторі.

## Нагороди
У 2003 році Маккінону разом з Пітером Егром присуджена Нобелівська премія «за відкриття, пов'язані з іонними каналами в клітинних мембранах: за вивчення структури і механізму дії іонних каналів».
У 1999 році Маккінон нагороджений (разом з Б. Хіллі і К. Армстронгом) премією Ласкера за фундаментальне дослідження в медицині, а в 2000 — премією Льюїса Розенталя. У тому ж році обраний членом Національної академії наук США.